# Marvel Trading Card Game
Marvel Trading Card Game est un jeu vidéo de cartes à collectionner développé par Vicious Cycle Software et édité par Konami, sorti en 2007 sur Windows, Nintendo DS et PlayStation Portable.

## Accueil
- IGN : 6,8/10 (PSP)[1] - 6,7/10 (DS)[2]